# ナマステ

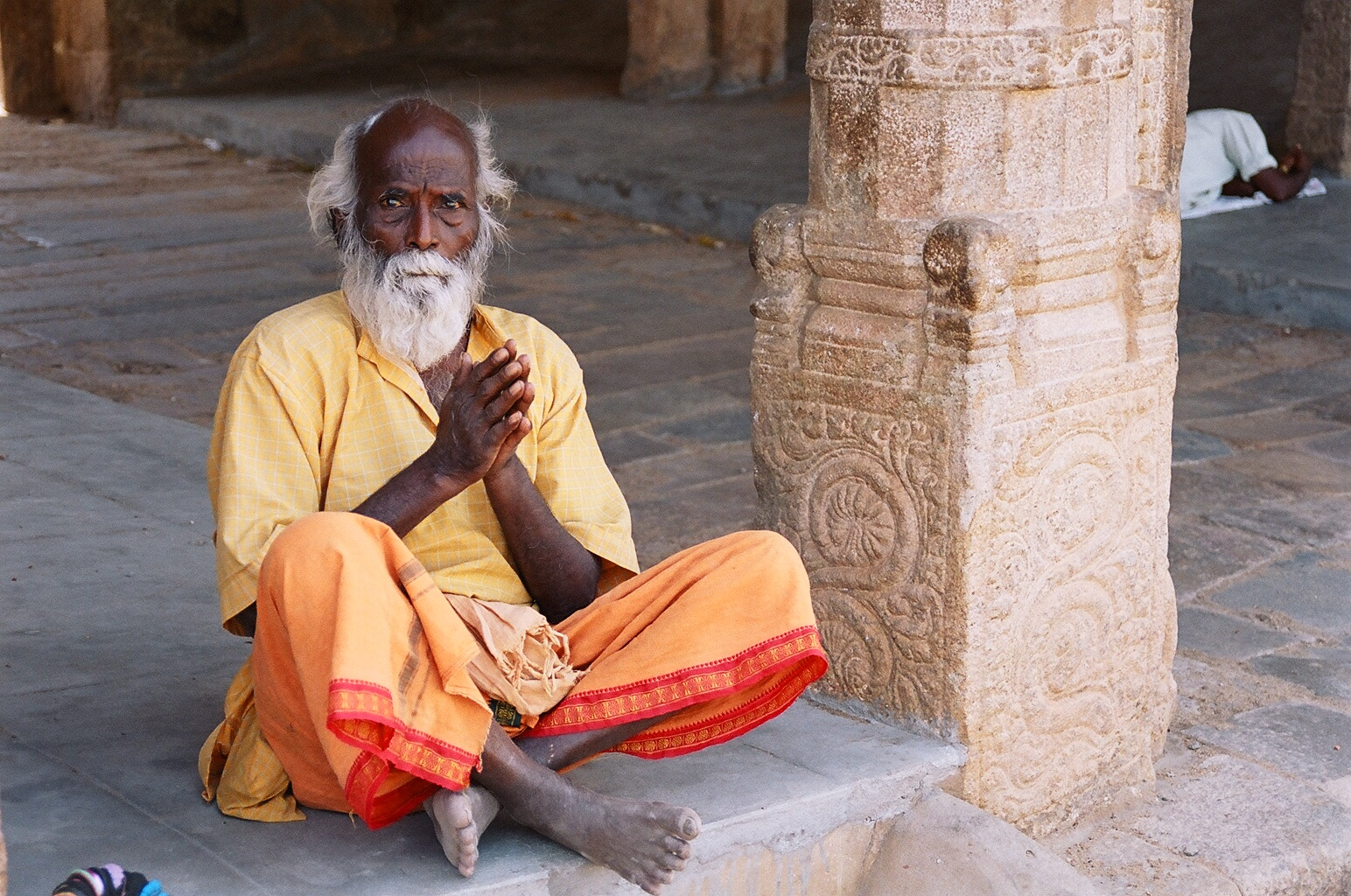
ナマステの動作

ナマステ (サンスクリット: नमस्ते, namaste) は、インドやネパールで交わされる挨拶の言葉である。会ったときだけでなく、別れの挨拶もナマステである。
フォーマルな形にナマスカール (नमस्कार namaskār) がある。
通常、ヒンドゥー教徒・仏教徒・ジャイナ教徒の間で交わされる。イスラム教徒の挨拶はアッサラーム・アライクム (As-Salāmu `Alaykum)、シーク教徒の挨拶はサティ・シュリー・アカーラ (Sati Śrī Akāla) が一般的である。

## 語源
ナマス (namas) + テ (te) と分解できる。
また、サンスクリットの"e"は常に長母音であるため、正確な発音は「ナマステー」である。
ナマスは敬礼・服従するという意味で、テは「あなたに」の意味である。
ナマスは、次に続く語により、「namo（ナモー）」、「namaḥ（ナマハ）」等に変化する。
仏教では帰依という意味で使われ、漢訳仏典では「namo」は「南無（ナム）」や「那謨（ナモ）」、「namaḥ」は「曩莫（ナウマク）」や「南麼（ナウマク）」等と音写される。

## 動作
この挨拶をするときは、合掌（胸の前で両手を合わせること）し、多くの場合は軽くお辞儀をする。
仏教と共に、ほとんど同じ動作がインド文化圏の外に広がった。タイではインド同様に挨拶でおこなわれ、ワイと呼ばれる（ただし挨拶の言葉はサワッディーである）。日本でも仏前でなされる。